# Wacław Dobrowolski
Wacław Dobrowolski (ur. 3 listopada?/15 listopada 1890 w Janówce (gubernia chersońska), zm. 2 lipca 1969 w Radomiu) – polski malarz.

## Życiorys
Syn Heliodora. Od siódmego roku życia mieszkał w Kijowie, gdzie po ukończeniu szkoły realnej rozpoczął studia architektoniczne w Szkole Sztuk Pięknych. Po roku zmienił kierunek nauki i rozpoczął naukę na wydziale malarstwa pod kierunkiem Iwana Fedorowicza Selezniowa, Grigorija Kononowicza Diadczenki, Muraszki i Menka. W 1912 ukończył studia i otrzymał prawo do nauki rysunku i grafiki w szkołach średnich, od jesieni tego roku kontynuował naukę na Akademii Sztuk Pięknych w Petersburgu u Konstantina Makowskiego, Jana Ciąglińskiego, Iwana Iwanowicza Tworożnkowa, Biełajewa, Dymitra Nikołajewicza Kardowskiego i Wasilija Sawińskiego. 
Od 1920 wystawiał swoje prace w Kijowie i Leningradzie. Od 1922 przez dwa lata mieszkał w Moskwie i pracował jako plastyk, w 1924 powrócił na uczelnię do Kijowa i obronił dyplom artysty malarza. Wstąpił wówczas do Związku Zawodowego Pracowników Sztuki i pracował jako ilustrator czasopism. W 1927 wyjechał w podróż po Europie, kilka miesięcy przebywał we Włoszech skąd pochodzi kolekcja ok. stu grafik. Rok później osiedlił się w Łodzi, gdzie został współorganizatorem powstania Szkoły Sztuk Pięknych. Szkoła ta w 1937 została przemianowana na Szkołę Sztuk Pięknych i Przemysłu Artystycznego im. Cypriana Kamila Norwida. Wystawiał swoje prace w Łodzi oraz w warszawskim Instytucie Propagandy Sztuki i Zachęcie. W 1940 został wysiedlony do Limanowej, skąd przeniósł się do Radomia, utrzymywał się w malowania portretów i udzielania prywatnych lekcji. 
W 1945 założył szkołę plastyczną, która cztery lata później stała się Państwowym Ogniskiem Plastycznym. Również w 1945 zainicjował powstanie radomskiego oddziału Towarzystwa Przyjaciół Sztuk Pięknych, za co został wynagrodzonym medalem. Był również pierwszym prezesem Związku Pracowników Sztuki w Radomiu oraz organizatorem Klubu Literacko-Artystycznego. Był wyjątkowo zasłużony dla rozwoju środowiska artystycznego w mieście, które wcześniej nie posiadało takich tradycji. 
Wielu uczniów Wacława Dobrowolskiego ukończyło Akademie Sztuk Pięknych i zostało zawodowymi malarzami, należeli do nich m.in. Alojzy Balcerzak, Władysław Kurpiel, Krystyna Krause. Lekcje rysunku pobierał również Andrzej Wajda.

## Ordery i odznaczenia
- Złoty Krzyż Zasługi (11 lipca 1955)[1]